# Краснопрудская улица

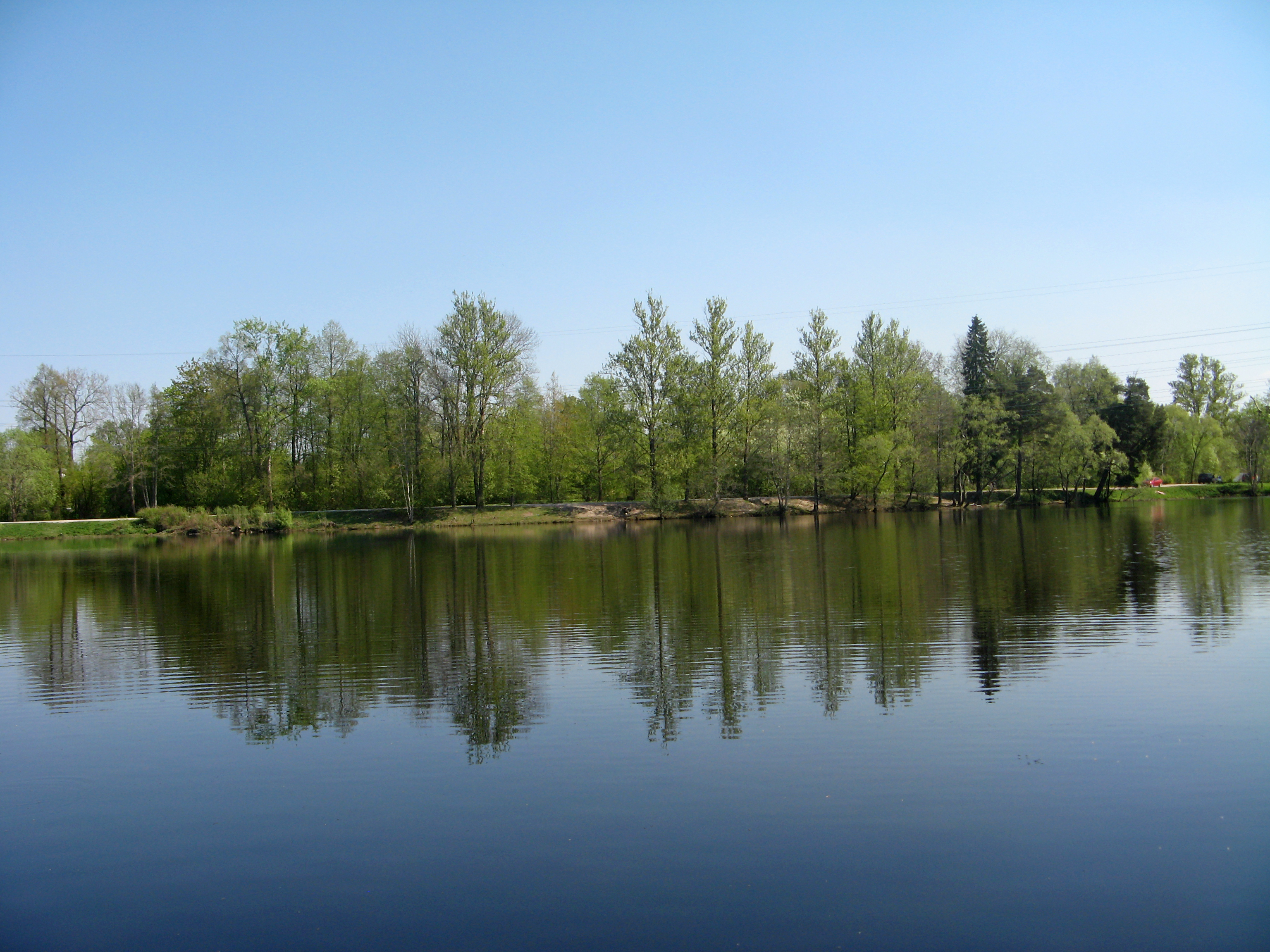
Современный вид с западного берега Красного пруда

Краснопру́дская улица — улица в городе Ломоносове Петродворцового района Санкт-Петербурга. Проходит от стыка Швейцарской улицы и Сойкинской дороги до Южной улицы (фактически до Южной улицы не доходит).
Название появилось в 1940-х годах. Оно связано с тем, что улица проходит по восточному берегу Верхнего (Красного) пруда.

## Застройка
- дом 3 — дача (конец XIX — начало XX в.; объект культурного наследия регионального значения[2])

## Перекрёстки
- Иликовский проспект / Швейцарская улица / Сойкинская дорога
- Загородная улица
- улица Дегтярёва
- Инженерная улица